# Erik Kortchaguine
Erik Kortchaguine (en russe : Э́рик Серге́евич Корча́гин, est un footballeur né le 16 janvier 1979 à Mozdok (URSS).